# Октябрьский (Приморско-Ахтарский район)
Октя́брьский — посёлок в Приморско-Ахтарском районе Краснодарского края.
Входит в состав Ольгинского сельского поселения.

## Население
| 2002 | 2010 |
| ---- | ---- |
| 677  | ↘645 |

## Улицы
| - ул. 50 лет Октября, - ул. Краснодарская, - ул. Ленина, - ул. Новая, | - ул. Садовая, - ул. Степная, - ул. Школьная, - ул. Щорса. |